# Los Fronterizos
Los Fronterizos es un conjunto folclórico argentino que se formó en la ciudad de Salta (en el norte argentino) en 1953.

## Carrera
La primera formación era un trío, integrado por: Gerardo López ―quien sería llamado «la voz de Los Fronterizos»―, Carlos Barbarán y Emilio Solá. En 1954, Solá se retiró y fue reemplazado por Cacho Valdez.
Valdez fue reemplazado por Eduardo Madeo, quien quedaría como definitivo. Casi en simultáneo se sumó el guitarrista Juan Carlos Moreno, el tercer «histórico» que ―junto a López, Madeo y Barbarán― conformó el cuarteto que grabaría los primeros simples.
En 1956, Barbarán fue reemplazado por el cantante, compositor y arreglador César Isella. Sus extraordinarias voces y los novedosos arreglos musicales fueron muy admirados y sus discos alcanzaron altos niveles de ventas.
Tras unos primeros años de actuaciones locales, Isella, López, Madeo y Moreno viajaron a Buenos Aires para participar en programas de radio.
En 1964 les llegó la consagración internacional, tras la grabación de la Misa criolla de Ariel Ramírez. El gran éxito cosechado por esta obra les llevó a actuar en los más importantes auditorios del mundo. El conjunto fue consolidándose y haciéndose conocido entre el gran público, con la colaboración del guitarrista y cantautor Eduardo Falú, del pianista y compositor folclórico Ariel Ramírez y del percusionista Domingo Cura.
En esos años se desarrolló en la música popular argentina el movimiento de la Nueva Canción, con fuerte raigambre popular y política. Dentro del grupo se generaron tensiones debido a las diferentes ideologías políticas de sus miembros. Esto llevó en 1966 al alejamiento de César Isella, quien comenzó una exitosa carrera solista, sustituido por Eduardo Yayo Quesada (1941-2012). El cuarteto siguió activo por todo el mundo y participó en viajes y presentaciones, en especial por Latinoamérica y Europa. Presentaron su célebre Misa Criolla en Nueva York, desde Manhattan hasta la Estatua de la Libertad, se mostraban con característicos trajes de gauchos. Durante ese recorrido fueron entrevistados para el programa conducido por Pipo Mancera, Sábados circulares.
En 1977, Eduardo Madeo se retiró del conjunto. En su lugar, ingresó el cordobés Omar Jara, con el que grabaron una segunda versión de la "Misa criolla", junto a la Orquesta Indoamericana -dirigida por Oscar Cardozo Ocampo- y al Coro de jóvenes del Collegium Musicum de Buenos Aires. 
En 1979, Juan Carlos Moreno le ganó un juicio a Gerardo López por la posesión de la marca registrada Los Fronterizos. Gerardo López, Omar Jara y Yayo Quesada se retiraron del grupo, para formar el conjunto de Las Voces de Gerardo López donde se sumó en la voz grave Rodolfo Escandell quien venía del grupo Los Gauchos de Güemes. En forma provisional, Moreno integró a Fernando Xamena en lugar de Jara, a Isella en lugar de Quesada y a Germán Sánchez en lugar de López. Ambos conjuntos habían convivido con el nombre de Los Fronterizos durante 1978.
En 1981, Moreno contrató al dúo Abramonte (Juan Cruz y Segundo Rodas) y a Miguel Quintana. Esta formación firmó su contrato con EMI Odeón Argentina. 
En 1987, Juan Carlos Moreno, Segundo Rodas y Miguel Quintana abandonaron el conjunto. Ese año obtuvieron el Premio Konex (Diploma al Mérito) como uno de los cinco mejores grupos de folclore de la década. Juan Carlos Moreno traspasó la titularidad del nombre "Los Fronterizos" a Juan Cruz.
Tres años después, en diciembre de 1990, Juan Cruz activó de nuevo el conjunto, contratando a Pepe Berrios, Roberto Medina - exintegrantes del conjunto Los de Salta - y David Apud.
En 1992 grabaron el álbum Lo mejor por los mejores donde recordaron los viejos éxitos. En 1993 falleció Pepe Berrios y su lugar fue ocupado por el mendocino Miguel Mora. En 1994 salió a la luz el disco Romance de luna y flor, grabado en el sello Magenta.  
A principios del año siguiente, tras la trágica desaparición de Roberto Medina, su lugar fue ocupado por el bonaerense Nacho Paz. Con esta formación grabaron tres discos: Pinturas de mi tierra (1996), Por tanto amor (1997), 50 años: un canto a la vida (2004) y una nueva versión de la "Misa criolla" (2005) junto al coro de la Catedral de San Isidro. 
En diciembre de 1999 se reunió la formación original de Los Fronterizos: César Isella, Juan Carlos Moreno, Eduardo Madeo y Gerardo López. Realizaron un concierto en el Estadio Chateau Carreras, en Córdoba, para interpretar la Misa criolla junto al pianista Ariel Ramírez (su compositor). Más de 35.000 espectadores aclamaron a la formación. 
En 2000, Eduardo Madeo, Gerardo López y Yayo Quesada, junto con el guitarrista Óscar Espeche, grabaron el disco Nuevamente juntos, donde recordaron éxitos de las viejas épocas. En 2002 viajaron a Castellón y Palma de Mallorca, España, con el nombre de Los Fronterizos, y cosecharon un éxito destacable.
En 2009, Nacho Paz abandonó el grupo y fue reemplazado por Sergio Isella (sobrino de César Isella) y así continuaron las giras por Argentina y Latinoamérica.
En 2011, Sergio Isella abandonó el conjunto y se integró a Las Voces de Gerardo López (fallecido en 2004). Su lugar fue ocupado por José Muñoz, de Los Altamirano. Durante todo ese año Los Fronterizos viajaron por el sur de la Argentina.
En noviembre de 2015 falleció Juan Cruz, propietario hasta entonces del nombre "Los Fronterizos". Su puesto en el conjunto fue ocupado por Néstor De Volder. También reingresó en el grupo Nacho Paz, puesto que José Muñoz tuvo que ocupar el puesto de David Apud. En 2017, salió el más reciente trabajo discográfico, hecho con Garra Records.
En el año 2020, falleció José Muñoz. Posteriormente, procedieron a retirarse del grupo Nacho Paz y Néstor De Volder. Antes de la separación, grabaron los singles "La tristecita" y "Gaviota de puerto".
A partir de 2023, Miguel Mora reorganizó el conjunto, integrando a Rodolfo Escandell (h), a Alberto Ovando, y en primera instancia a Eduardo Joaquín. Éste fue reemplazado en 2024 por Javier Sandoval.

## Filmografía
- El canto cuenta su historia (1976)
- Argentinísima II (1973)
- Cosquín, amor y folklore (1965)
- Bicho raro (1965) dir. Carlos Rinaldi.